# 1610 au théâtre
| Années du théâtre : 1607 - 1608 - 1609 - 1610 - 1611 - 1612 - 1613    |
| Décennies du théâtre : 1580 - 1590 - 1600 - 1610 - 1620 - 1630 - 1640 |

## Événements
- Fondation à Tokyo du théâtre Minami-za sous le nom Shijō Minami-za.

## Pièces de théâtre publiées
- Le Conte d'hiver, tragi-comédie de William Shakespeare

## Pièces de théâtre représentées
- L'Alchimiste (The Alchemist) de Ben Jonson est jouée pour la première fois à Oxford, puis à Londres par la compagnie des King's Men.

## Naissances
- 18 juillet : Antonio de Solís y Ribadeneyra, dramaturge et historien espagnol, mort le 19 avril 1686.
- Date précise non connue :
  - Hippolyte-Jules Pilet de La Mesnardière, médecin, poète et auteur dramatique français, mort le 4 juin 1663.
- Vers 1610 :
  - Nicolas Mary, acteur, dramaturge et romancier français, mort le 4 février 1652.
  - Jan Vos, dramaturge, régisseur de théâtre, verrier et poète néerlandais, mort en juillet 1667.

## Décès
- Date précise inconnue :
  - Shen Jing (zh), dramaturge chinois, né en 1553.